# Cucullia lychnitidis
Cucullia lychnitidis är en fjärilsart som beskrevs av Carl Reutti 1898. Cucullia lychnitidis ingår i släktet Cucullia och familjen nattflyn. Inga underarter finns listade i Catalogue of Life.